# Isaac Newton
Isaac Newton (Woolsthorpe-by-Colsterworth, Lincolnshire, 4 de enero de 1643-Londres, 31 de marzo de 1727) fue un físico, teólogo, inventor, alquimista y matemático inglés. Es autor de los Philosophiæ naturalis principia mathematica, más conocidos como los Principia, donde describe la ley de la gravitación universal y estableció las bases de la mecánica clásica mediante las leyes que llevan su nombre. Entre sus otros descubrimientos científicos destacan los trabajos sobre la naturaleza de la luz y la óptica (que se presentan principalmente en su obra Opticks), y en matemáticas, el desarrollo del cálculo infinitesimal.
Newton comparte con Gottfried Leibniz el crédito por el desarrollo del cálculo integral y diferencial, que utilizó para formular sus leyes de la física y astronomía. También contribuyó en otras áreas de las matemáticas, desarrollando el teorema del binomio y las fórmulas de Newton-Cotes.
Entre sus hallazgos científicos se encuentran el descubrimiento —considerado el inicio de la espectroscopia— de que el espectro de color que se observa cuando la luz blanca pasa por un prisma es inherente a esa luz, en lugar de provenir del prisma (como había sido postulado por Roger Bacon en el siglo XIII); su argumentación sobre la posibilidad de que la luz estuviera compuesta por partículas; su desarrollo de una ley de convección térmica, que describe la tasa de enfriamiento de los objetos expuestos al aire; sus estudios sobre la velocidad del sonido en el aire; y su propuesta de una teoría sobre el origen de las estrellas. Fue también un pionero de la mecánica de fluidos, estableciendo una ley sobre la viscosidad.
Newton fue el primero en demostrar que las leyes naturales que gobiernan el movimiento en la Tierra y las que gobiernan el movimiento de los cuerpos celestes son las mismas. Es, a menudo, calificado como el científico más grande de todos los tiempos, y su obra como la culminación de la revolución científica.
El matemático y físico Joseph Louis Lagrange (1736-1813) dijo que «Newton fue el más grande genio que ha existido y también el más afortunado, dado que solo una vez se puede encontrar el sistema que rige el mundo».

## Biografía
Isaac Newton nació el 4 de enero de 1643 (aunque en ese entonces el calendario usado era el juliano), y correspondía al 25 de diciembre de 1642, día de la Navidad. El parto fue prematuro aparentemente y nació tan pequeño que nadie pensó que lograría vivir mucho tiempo. Su vida corrió peligro por lo menos durante una semana. Fue bautizado el 1 de enero de 1643, 12 de enero en el calendario gregoriano.
La casa donde nació y vivió hasta su juventud se ubica en el lado oeste del valle del río Witham, más abajo de la meseta de Kesteven, en dirección a la ciudad de Grantham. Es de piedra caliza gris, el mismo material que se encuentra en la meseta. Tiene forma de una letra T gruesa en cuyo trazo más largo se encuentran la cocina y el vestíbulo, y la sala se halla en la unión de los dos trazos. Su entrada es descentrada y se ubica entre el vestíbulo y la sala, y se orienta hacia las escaleras que conducen a los dos dormitorios del piso superior.
Sus padres fueron Isaac Newton y Hannah Ayscough, dos campesinos puritanos. No llegó a conocer a su padre, pues había muerto en octubre de 1642. Cuando su madre volvió a casarse con Barnabás Smith, este no tenía intención de cargar con un niño ajeno de tres años, por lo que lo dejó a cargo de su abuela, con quien vivió hasta la muerte de su padrastro en 1653. Este fue posiblemente un hecho traumático para Isaac; constituía la pérdida de la madre no habiendo conocido al padre.
A su abuela nunca le dedicó un recuerdo cariñoso y hasta su muerte pasó desapercibida. Lo mismo ocurrió con el abuelo, que pareció no existir hasta que se descubrió que también estaba presente en la casa y correspondió al afecto de Newton de la misma forma: lo desheredó.
Escribió una lista de sus pecados e incluyó uno en particular: «Amenazar a mi padre y a mi madre Smith con quemarlos a ellos y a su casa». Lo hizo nueve años después del fallecimiento del padrastro, lo que comprueba que la escena quedó grabada en el recuerdo de Newton. Las acciones del padrastro, que se negó a llevarlo a vivir con él hasta que cumplió diez años, podrían motivar este odio.
Cuando Barnabás Smith falleció, su madre regresó al hogar familiar acompañada por dos hijos de este matrimonio, sus hermanastros, pero la unión familiar duró menos de dos años. Isaac fue enviado a estudiar al colegio The King's School, en Grantham, a la edad de doce años. Lo que se sabe de esta etapa es que estudió latín, algo de griego y lo básico de geometría y aritmética. Era el programa habitual de estudio de una escuela primaria en ese entonces. Su maestro fue Henry Stokes, que tenía buen prestigio como educador.
En 1659 compró un cuaderno, libro de bolsillo llamado entonces, en cuya primera página escribió en latín «Martij 19, 1659» (19 de marzo de 1659). Representaba el período entre 1659 y 1660, que coincidía con el período de su regreso a su ciudad natal, y la mayor parte de sus escritos están dedicados a «Utilissimum prosodiae supplementum». Años después, en la colección Keynes del King's College se encuentra una edición de Píndaro con la firma de Newton y fechada en 1659. En la colección Babson aparece una copia de las Metamorfosis de Ovidio fechadas ese mismo año.
Los estudios primarios fueron de gran utilidad para Newton; los trabajos sobre matemáticas estaban escritos en latín, al igual que los escritos sobre filosofía natural, y posteriormente le permitieron entrar en contacto con los científicos europeos. La aritmética básica difícilmente hubiese compensado un nivel deficiente de latín. En esa época otra materia importante era el estudio de la Biblia y se leía en lenguas clásicas apoyando el programa clásico de estudios y ampliando la fe protestante de Inglaterra. En el caso de Isaac, el estudio de este tema, unido a la biblioteca que heredó de su padrastro, le pudo haber hecho iniciar un viaje a la Teología.
En su estadía en Grantham se hospedó en la casa de Sr. Clark, en la calle High Street, junto a la George Inn. Tenía que compartir el hogar junto a otros tres niños, Edward, Arthur y una niña, hijos del primer esposo de la mujer de Sr. Clark. Por la infancia que tuvo, Isaac parecía no congeniar con otras personas de su edad. El haber crecido en un ambiente de aislamiento con sus abuelos y la posible envidia que le causaba a sus pares su superioridad intelectual le provocaban dificultades y lo llevaba a realizar travesuras varias que después negaba haber hecho. Uno de sus amigos, William Stukeley, se dedicó a reunir información sobre Newton en su estancia en Grantham y concluyó que los niños lo encontraban demasiado astuto y pensaban que se aprovechaba de ellos debido a su rapidez mental, muy superior a la de ellos.
Además estas anécdotas demostraron que Newton aparentemente prefería la compañía femenina. Para su amiga Catherine Storer, varios años más joven que él, construyó muebles de muñecas utilizando herramientas con mucha habilidad. Además en el terreno de las suposiciones pudo haber un romance entre los dos jóvenes cuando fueron mayores. Según los registros conocidos, pudo haber sido la primera y posiblemente la única y última experiencia romántica con una mujer en su vida. Tiempo después la señorita Storer se casó con un hombre apellidado Vincent y recordaba a Newton como un joven silencioso y pensativo.
Tuvo un incidente con un compañero que posiblemente fuese Arthur Storer. Este le dio una patada en el estómago, supuestamente como represalia a alguna broma pesada de Newton. Este no pudo olvidar nunca este hecho; en este tiempo no había podido afirmar su poder intelectual, a causa de la deficiente formación escolar o porque nuevamente estaba solo y asustado. Estaba relegado al último banco. Según el relato de Conduitt, ni bien finalizó la clase, Newton retó a una pelea al otro niño en el patio de la iglesia para devolverle el golpe. El hijo del maestro se acercó a ellos y azuzó la pelea palmeándole la espalda a uno y guiñándole el ojo al otro. Aunque Newton no era tan fuerte como su rival, tenía mayor decisión y golpeó al otro hasta que se rindió y declaró que no pelearía más. El hijo del maestro le pidió a Isaac que lo tratara como a un cobarde y le restregara la nariz contra la pared. Entonces Isaac lo agarró de las orejas y golpeó su cara contra uno de los lados de la iglesia.
Además de ganarle en la pelea, Newton se esmeró en derrotarlo académicamente y se convirtió en el primer alumno de la escuela. Y además fue grabando su nombre en todos los bancos que ocupó. Aún se conserva un alféizar de piedra con su nombre.
En las anécdotas de Stukeley ya se reconocía el genio de Newton y la gente recordaba sus raros inventos y su gran capacidad para los trabajos mecánicos. Llenó su habitación de herramientas que adquiría con el dinero que su madre le daba. Fabricó objetos de madera, muebles de muñecas y de forma especial maquetas. Además logró reproducir un molino de viento construido en esa época al norte de Grantham. El modelo replicado por Newton mejoró al original y funcionó cuando lo colocó sobre el tejado. Su modelo estaba equipado con una noria impulsada por un ratón al que espoleaba. Newton llamaba al ratón el molinero.
Otras construcciones de Newton fueron un carro de cuatro ruedas impulsado por una manivela que él accionaba desde su interior. Otra fue una linterna de papel plegado para llegar a la escuela en los oscuros días invernales y que además la usaba atada a la cola de una cometa para asustar a los vecinos durante la noche. Para poder realizar estas invenciones debía desatender sus tareas escolares, lo cual le valía retroceder en los puestos, y cuando esto ocurría volvía a estudiar y recuperaba las posiciones perdidas. Muchos de los aparatos que fabricó los sacó del libro The Mysteries of Nature and Art, de John Bate, del cual tomó nota en otro cuaderno, en Grantham, que adquirió por el precio de 2,5 peniques en 1659. Allí tomó notas de ese libro sobre la técnica del dibujo, la captura de pájaros y la fabricación de tintas de diferentes colores, entre otros temas. El molino de viento también está incluido en este libro.
Estudiaba las propiedades de los cometas, calculaba las proporciones ideales y los puntos más adecuados para ajustar las cuerdas. Además les regalaba linternas a sus compañeros y les comentaba sus estudios con el aparente propósito de ganarse su amistad, pero no dio resultado. Con estos procedimientos demostró su superioridad y los hizo sentir más alejados de él. El día de la muerte de Cromwell (3 de septiembre de 1658) tuvo lugar su primer experimento. Ese día, una tormenta se desencadenó sobre Inglaterra, y saltando primero a favor del viento y luego en contra, con la comparación de sus saltos con los de un día de calma midió la «fuerza de la tormenta». Les dijo a los niños que la tormenta era un pie más fuerte que cualquiera que hubiese conocido y les enseñó las marcas que medían sus pasos. Además, según esta versión, utilizó la fuerza del viento para ganar un concurso de saltos, y la superioridad de su conocimiento lo hacía sospechoso.
Los relojes solares fueron otro pasatiempo en esta ciudad. En la iglesia de Colserworth existe uno que construyó a los nueve años. Los relojes solares eran un reto individual mayor al del manejo de herramientas. Llenó de relojes la casa de Clark, su habitación, otras habitaciones de la casa, el vestíbulo y cualquier otra habitación donde entrara el sol. En las paredes clavó puntas para señalar las horas, las medias, e incluso los cuartos, y ató a estas cuerdas con ruedas para medir las sombras en los días siguientes.
A los dieciocho años ingresó en la Universidad de Cambridge para continuar sus estudios. Newton nunca asistió regularmente a sus clases, ya que su principal interés era la biblioteca. Se graduó en el Trinity College como un estudiante mediocre debido a su formación principalmente autodidacta, leyendo algunos de los libros más importantes de matemática y filosofía natural de la época. En 1663 Newton leyó la Clavis mathematicae de William Oughtred, la Geometría de Descartes, la Astronomiae Pars Optica de Kepler, la Opera mathematica de Viète, editadas por Frans van Schooten y en 1664, la Aritmética de John Wallis, que le serviría como introducción a sus investigaciones sobre las series infinitas, el teorema del binomio y ciertas cuadraturas.
En 1663 conoció a Isaac Barrow, quien le dio clases (habiendo sido designado el primer profesor Lucasiano) de matemática. En la misma época entró en contacto con los trabajos de Galileo, Fermat, Huygens y otros, a partir, probablemente, de la edición de 1659 de la Geometría, de Descartes por Van Schooten. Newton superó rápidamente a Barrow, quien solicitaba su ayuda frecuentemente en problemas matemáticos.

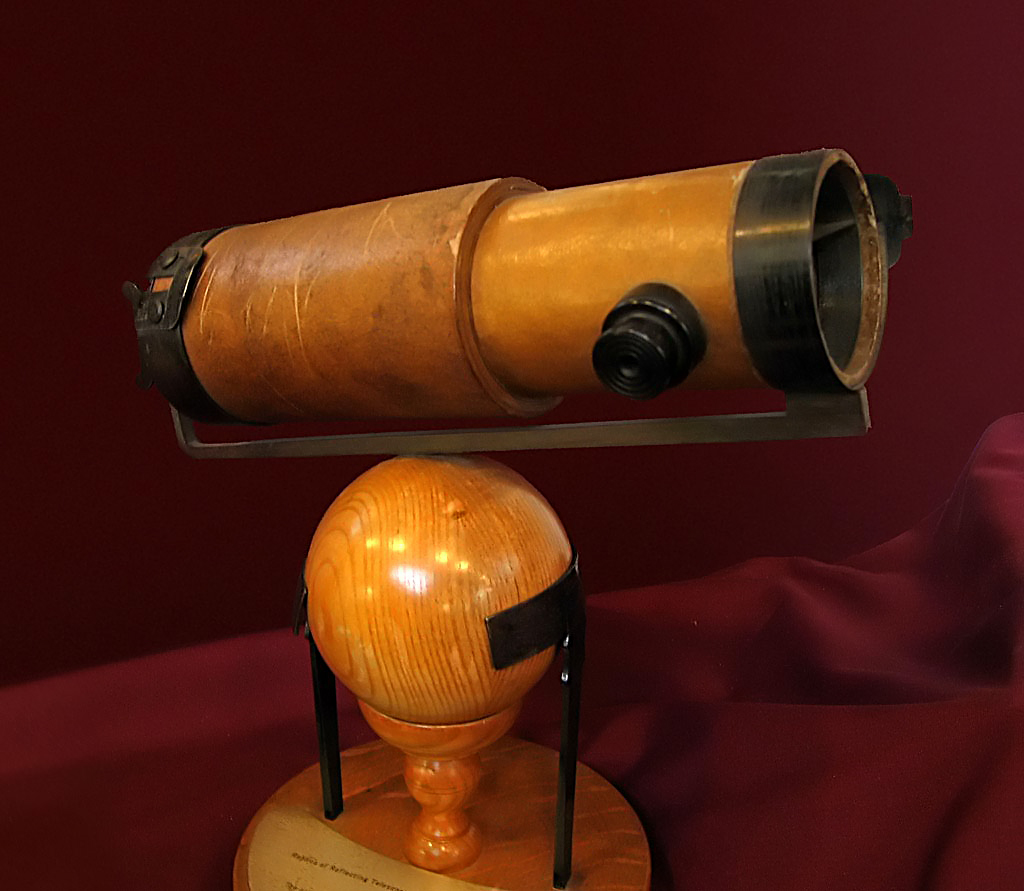
Réplica de un telescopio construido por Newton

En esta época la geometría y la óptica ya tenían un papel esencial en la vida de Newton. Además, en esos días su fama comenzó a crecer, ya que había iniciado correspondencia con la Royal Society. Newton les envió algunos de sus descubrimientos y un telescopio, que suscitó gran interés entre los miembros de la Sociedad, aunque también las críticas de algunos, principalmente Robert Hooke. Ese fue el comienzo de una de las muchas disputas que tuvo en su carrera científica. Se considera que Newton mostró agresividad ante sus contrincantes, que fueron principalmente (pero no únicamente) Hooke, Leibniz y, en lo religioso, la Iglesia católica. Como presidente de la Royal Society, fue descrito como un dictador cruel, vengativo y buscapleitos. Sin embargo, lo que hizo que iniciara de lleno sus estudios sobre la mecánica y la gravedad, fue una carta de Hooke, en la que este comentaba sus ideas intuitivas acerca de la gravedad. Newton resolvió el problema con el que Hooke no había podido y sus resultados los escribió en lo que muchos científicos creen que es el libro más importante de la historia de la ciencia, Philosophiae naturalis principia mathematica.
En 1693 sufrió una gran crisis psíquica, causante de largos periodos en los que permaneció aislado, durante los que no comía ni dormía. En esta época sufrió depresión y arranques de paranoia. Mantuvo correspondencia con su amigo, el filósofo John Locke, en la que además de contarle su mal estado, lo acusó en varias ocasiones de cosas que nunca hizo. Algunos historiadores creen que la crisis fue causada por la ruptura de su relación con su discípulo Nicolás Fatio de Duillier. Sin embargo, tras la publicación en 1979 de un estudio que demostró una concentración de mercurio (altamente neurotóxico) quince veces mayor que la normal en el cabello de Newton, la mayoría opina que en esta época Newton sufría envenenamiento por mercurio al hacer sus experimentos alquímicos, lo que explicaría su enfermedad y los cambios en su conducta. Después de escribir los Principia abandonó Cambridge y se mudó a Londres, donde ocupó diferentes puestos públicos de prestigio, siendo nombrado Preboste del Rey, magistrado de Charterhouse y director de la Casa de Moneda.
Entre sus intereses más profundos se encontraban la alquimia y la religión, temas en los que sus escritos sobrepasan con mucho en volumen a sus escritos científicos. Entre sus opiniones religiosas defendía el arrianismo y estaba convencido de que las Sagradas Escrituras habían sido violadas para sustentar la doctrina trinitaria. Esto le causó graves problemas al formar parte del Trinity College en Cambridge y sus ideas religiosas impidieron que pudiera ser director del College. Entre sus estudios alquímicos se encontraban temas esotéricos como la transmutación de los elementos, la piedra filosofal y el elixir de la vida.

## Primeras contribuciones
Desde finales de 1664 trabajó intensamente en diferentes problemas matemáticos. Abordó entonces el teorema del binomio, a partir de los trabajos de John Wallis, y desarrolló un método propio denominado cálculo de fluxiones. Poco después regresó a la granja familiar a causa de una epidemia de peste bubónica.
Retirado con su familia entre 1665 y 1666, conoció un período muy intenso de descubrimientos, entre los que destaca la ley del inverso del cuadrado de la distancia en la gravitación, su desarrollo de las bases de la mecánica clásica, la formalización del método de fluxiones y la generalización del teorema del binomio, poniendo además de manifiesto la naturaleza física de los colores. Sin embargo, guardó silencio durante mucho tiempo sobre sus descubrimientos ante el temor a las críticas y al robo de sus ideas. En 1667 reanudó sus estudios en la Universidad de Cambridge.

## Desarrollo del cálculo
De 1667 a 1670 emprendió investigaciones sobre óptica y fue elegido fellow del Trinity College. En 1669, su mentor, Isaac Barrow, renunció a su Cátedra Lucasiana de matemática, puesto en el que Newton le sucedería hasta 1696. El mismo año envió a John Collins, por medio de Barrow, su Analysis per aequationes número terminorum infinitos. Para Newton, este manuscrito representa la introducción a un potente método general, que desarrollaría más tarde: su cálculo diferencial e integral.
Newton había descubierto los principios de su cálculo diferencial e integral hacia 1665-1666 y, durante el decenio siguiente, elaboró al menos tres enfoques diferentes de su nuevo análisis.
Newton y Leibniz protagonizaron una agria polémica sobre la autoría del desarrollo de esta rama de la matemática. Los historiadores de la ciencia consideran que ambos desarrollaron el cálculo independientemente, si bien la notación de Leibniz era mejor y la formulación de Newton se aplicaba mejor a problemas prácticos. La polémica dividió aún más a los matemáticos británicos y continentales. Sin embargo esta separación no fue tan profunda como para que Newton y Leibniz dejaran de intercambiar resultados.
Newton abordó el desarrollo del cálculo a partir de la geometría analítica desarrollando un enfoque geométrico y analítico de las derivadas matemáticas aplicadas sobre curvas definidas a través de ecuaciones. Newton también buscaba cómo cuadrar distintas curvas, y la relación entre la cuadratura y la teoría de tangentes. Después de los estudios de Roberval, Newton se percató de que el método de tangentes podía utilizarse para obtener las velocidades instantáneas de una trayectoria conocida. En sus primeras investigaciones Newton lidia únicamente con problemas geométricos, como encontrar tangentes, curvaturas y áreas utilizando como base matemática la geometría analítica de Descartes. No obstante, con el afán de separar su teoría de la de Descartes, comenzó a trabajar únicamente con las ecuaciones y sus variables sin necesidad de recurrir al sistema cartesiano.
Después de 1666 Newton abandonó sus trabajos matemáticos, y se sintió cada vez más interesado por el estudio de la naturaleza y la creación de sus Principia.

## Trabajos sobre la luz

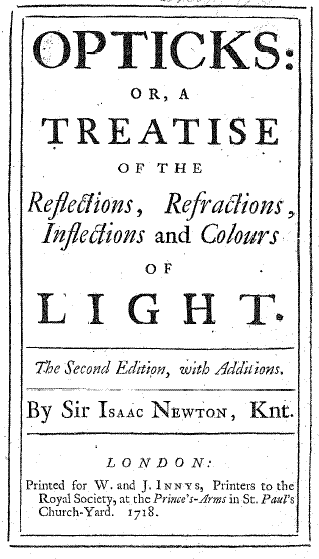
Opticks

Entre 1670 y 1672 trabajó intensamente en problemas relacionados con la óptica y la naturaleza de la luz. Newton demostró que la luz blanca estaba formada por una banda de colores (rojo, anaranjado, amarillo, verde, cian, azul y violeta) que podían separarse por medio de un prisma. Como consecuencia de estos trabajos concluyó que cualquier telescopio refractor sufriría de un tipo de aberración conocida en la actualidad como aberración cromática, que consiste en la dispersión de la luz en diferentes colores al atravesar una lente. Para evitar este problema inventó un telescopio reflector (conocido como telescopio newtoniano).
Sus experimentos sobre la naturaleza de la luz le llevaron a formular su teoría general sobre la misma, que, según él, está formada por corpúsculos y se propaga en línea recta y no por medio de ondas. El libro en que expuso esta teoría fue severamente criticado por la mayor parte de sus contemporáneos, entre ellos Hooke (1635-1703) y Huygens, quienes sostenían ideas diferentes defendiendo una naturaleza ondulatoria. Estas críticas provocaron su recelo por las publicaciones, por lo que se retiró a la soledad de su estudio en Cambridge.
En 1704, Newton escribió su obra más importante sobre óptica, Opticks, en la que exponía sus teorías anteriores y la naturaleza corpuscular de la luz, así como un estudio detallado sobre fenómenos como la refracción, la reflexión y la dispersión de la luz.
Aunque sus ideas acerca de la naturaleza corpuscular de la luz pronto fueron desacreditadas en favor de la teoría ondulatoria, los científicos posteriores llegaron a la conclusión, gracias a los trabajos de Max Planck y Albert Einstein, de que la luz tiene una naturaleza dual: es onda y corpúsculo al mismo tiempo. Esta es la base en la cual se apoya toda la mecánica cuántica.

## Ley de la gravitación universal

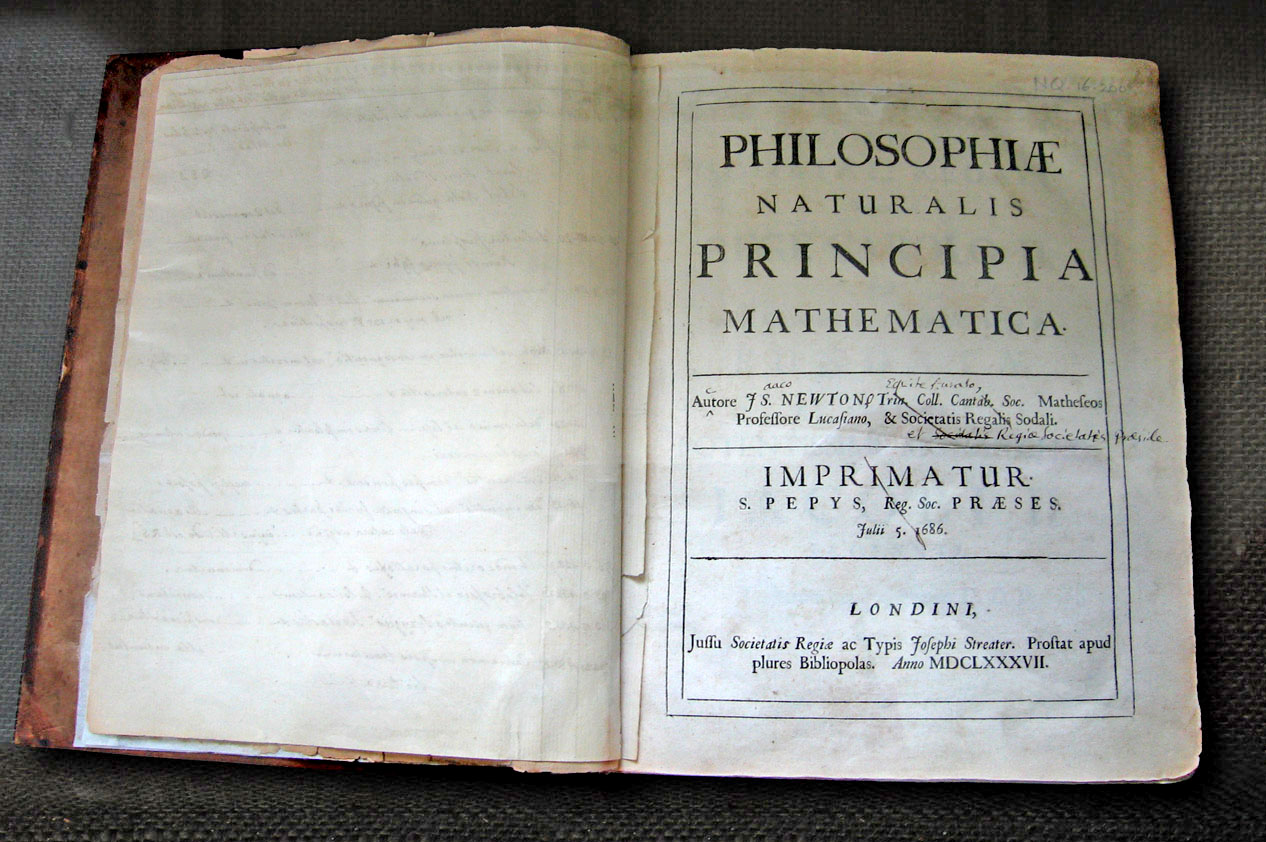
Los Principia de Newton

Bernard Cohen afirma que «El momento culminante de la Revolución científica fue el descubrimiento realizado por Isaac Newton de la ley de la gravitación universal». Con una simple ley, Newton dio a entender los fenómenos físicos más importantes del universo observable, explicando las tres leyes de Kepler. La ley de la gravitación universal descubierta por Newton se escribe:
{\displaystyle {\vec {F}}=-{\text{G}}{\frac {m_{1}m_{2}}{r^{2}}}{\widehat {r}}},
donde {\displaystyle {\vec {F}}} es la fuerza, {\displaystyle {\text{G}}} es una constante que determina la intensidad de la fuerza y que sería medida años más tarde por Henry Cavendish en su célebre experimento de la balanza de torsión, {\displaystyle m_{1}} y {\displaystyle m_{2}} son las masas de dos cuerpos que se atraen entre sí y {\displaystyle r} es la distancia entre ambos cuerpos, siendo {\displaystyle {\hat {r}}} el vector unitario que indica la dirección del movimiento (si bien existe cierta polémica acerca de que Cavendish hubiera medido realmente {\displaystyle {\text{G}}}, pues algunos estudiosos afirman que simplemente midió la masa terrestre).
La ley de gravitación universal nació en 1685 como culminación de una serie de estudios y trabajos iniciados mucho antes. En 1551, el español Domingo de Soto fue el primero en establecer que un cuerpo en caída libre sufre una aceleración constante. La primera referencia escrita que tenemos de la idea de la atracción universal es de 1666, en el libro Micrographia, de Robert Hooke. En 1679 Robert Hooke introdujo a Newton en el problema de analizar una trayectoria curva. Cuando Hooke se convirtió en secretario de la Royal Society quiso entablar una correspondencia filosófica con Newton. En su primera carta planteó dos cuestiones que interesarían profundamente a Newton. Hasta entonces científicos y filósofos como Descartes y Huygens analizaban el movimiento curvilíneo con la fuerza centrífuga. Hooke, sin embargo, proponía «componer los movimientos celestes de los planetas a partir de un movimiento rectilíneo a lo largo de la tangente y un movimiento atractivo, hacia el cuerpo central». Sugiere que la fuerza centrípeta hacia el Sol varía en razón inversa al cuadrado de las distancias. Newton contesta que él nunca había oído hablar de esta hipótesis.
En otra carta de Hooke, escribe: «Nos queda ahora por conocer las propiedades de una línea curva… tomándole a todas las distancias en proporción cuadrática inversa». En otras palabras, Hooke deseaba saber cuál es la curva resultante de un objeto al que se le imprime una fuerza inversa al cuadrado de la distancia. Hooke termina esa carta diciendo: «No dudo que usted, con su excelente método, encontrará fácilmente cuál ha de ser esta curva».
En 1684 Newton informó a su amigo Edmund Halley de que había resuelto el problema de la fuerza inversamente proporcional al cuadrado de la distancia. Newton redactó estos cálculos en el tratado De Motu y los desarrolló ampliamente en el libro Philosophiae naturalis principia mathematica. Aunque muchos astrónomos no utilizaban las leyes de Kepler, Newton intuyó su gran importancia y las engrandeció demostrándolas a partir de su ley de la gravitación universal.
Sin embargo, la gravitación universal es mucho más que una fuerza dirigida hacia el Sol. Es también un efecto de los planetas sobre el Sol y sobre todos los objetos del Universo. Newton intuyó fácilmente a partir de su tercera ley de la dinámica que si un objeto atrae a un segundo objeto, este segundo también atrae al primero con la misma fuerza. Newton se percató de que el movimiento de los cuerpos celestes no podía ser regular. Afirmó: «los planetas ni se mueven exactamente en elipses, ni giran dos veces según la misma órbita». Para Newton, ferviente religioso, la estabilidad de las órbitas de los planetas implicaba reajustes continuos sobre sus trayectorias impuestas por el poder divino.

## Las leyes de la dinámica
Otro de los temas tratados en los Principia fueron las tres leyes de la dinámica o leyes de Newton, en las que explicaba el movimiento de los cuerpos así como sus efectos y causas. Estas son:
La primera ley de Newton o ley de la inercia

Todo cuerpo permanecerá en su estado de reposo o movimiento uniforme y rectilíneo a no ser que sea obligado por fuerzas externas a cambiar su estado.

En esta ley, Newton afirma que un cuerpo sobre el que no actúan fuerzas externas (o las que actúan se anulan entre sí) permanecerá en reposo o moviéndose a velocidad constante.
Esta idea, que ya había sido enunciada por Descartes y Galileo, suponía romper con la física aristotélica, según la cual un cuerpo solo se mantenía en movimiento mientras actuara una fuerza sobre él.
La segunda ley de Newton o ley de la interacción y la fuerza

El cambio de movimiento es proporcional a la fuerza motriz externa y ocurre según la línea recta a lo largo de la cual aquella fuerza se imprime.

Esta ley explica las condiciones necesarias para modificar el estado de movimiento o reposo de un cuerpo. Según Newton estas modificaciones solo tienen lugar si se produce una interacción entre dos cuerpos, entrando o no en contacto (por ejemplo, la gravedad actúa sin que haya contacto físico). Según la segunda ley, las interacciones producen variaciones en el momento lineal, a razón de
{\displaystyle {\vec {F}}={\frac {d{\vec {p}}}{dt}},}
siendo {\displaystyle {\vec {F}}\,} la fuerza, {\displaystyle d{\vec {p}}} el diferencial del momento lineal, {\displaystyle {dt}} el diferencial del tiempo.
La segunda ley puede resumirse en la fórmula
{\displaystyle {\vec {F}}={m}{\vec {a}},}
donde {\displaystyle {\vec {F}}\,} es la fuerza (medida en newtons) que hay que aplicar sobre un cuerpo de masa {\displaystyle m} para provocar una aceleración {\displaystyle {\vec {a}}\,}.
La tercera ley de Newton o ley de acción-reacción

Con toda acción ocurre siempre una reacción igual y contraria; las acciones mutuas de dos cuerpos siempre son iguales y dirigidas en sentidos opuestos.

Esta ley se refleja constantemente en la naturaleza: se tiene una sensación de dolor al golpear una mesa, puesto que la mesa ejerce una fuerza sobre ti con la misma intensidad; el impulso que consigue un nadador al ejercer una fuerza sobre el borde de la piscina, siendo la fuerza que le impulsa la reacción del borde a la fuerza que él está ejerciendo.

## Actuación pública
En 1687 defendió los derechos de la Universidad de Cambridge contra el impopular rey Jacobo II, que intentó transformar la universidad en una institución católica. Como resultado de la eficacia que demostró en esa ocasión fue elegido miembro del Parlamento en 1689, cuando el rey fue destronado y obligado a exiliarse. Mantuvo su escaño durante varios años sin mostrarse muy activo durante los debates. Durante este tiempo prosiguió sus trabajos de química. Se dedicó también al estudio de la hidrostática y de la hidrodinámica, además de construir telescopios.
Después de haber sido profesor durante cerca de treinta años, Newton abandonó su puesto para aceptar la responsabilidad de Director de la Moneda en 1696. Durante este periodo fue un incansable perseguidor de falsificadores, a los que enviaba a la horca, y propuso por primera vez el uso del oro como patrón monetario. Durante los últimos treinta años de su vida, abandonó prácticamente toda actividad científica y se consagró progresivamente a los estudios religiosos. Fue elegido presidente de la Royal Society en 1703 y reelegido cada año hasta su muerte. En 1705 fue nombrado caballero por la reina Ana, como recompensa a los servicios prestados a Inglaterra. Aún perteneciendo al Gobierno y siendo por ello un hombre rico, hacia 1721 acabó perdiendo 20 000 libras debido a la burbuja de los mares del Sur, ante lo que diría que «puedo predecir el movimiento de los cuerpos celestes, pero no la locura de las gentes».

## Alquimia

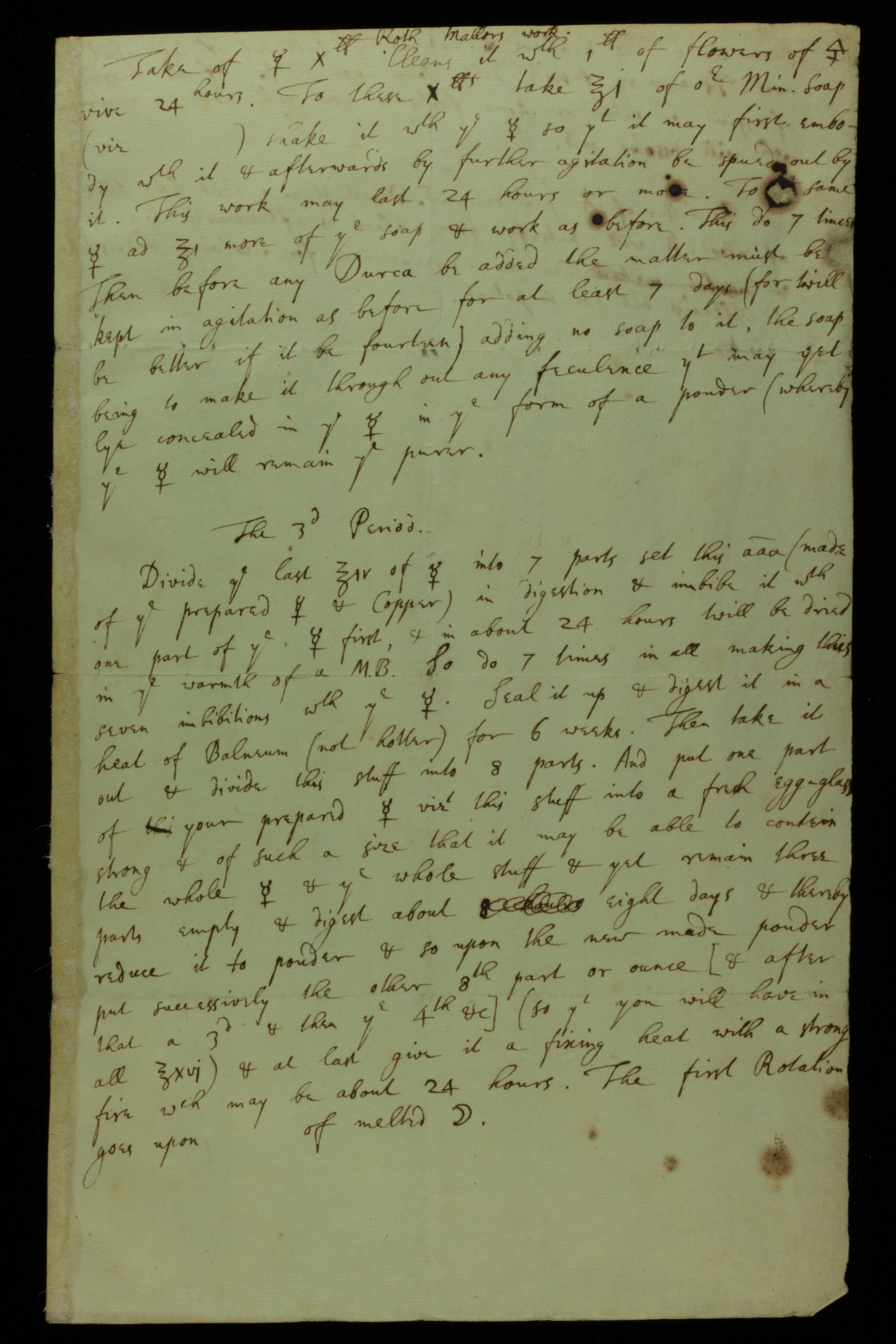
Manuscrito alquímico de Isaac Newton, página 1, de la biblioteca del Science History Institute

Escribió más de un millón de palabras sobre este tema, algo que tardó en saberse ya que la alquimia era ilegal en aquella época. Como alquimista, Newton firmó sus trabajos como Jeova Sanctus Unus, que se interpreta como un lema anti-trinitario: Jehová único santo, y es además un anagrama del nombre latinizado de Isaac Newton, Isaacus Neuutonus - Ieova Sanctus Unus. En el jardín tras su habitación construyó un cobertizo a modo de laboratorio, donde de continuo el fuego estaba encendido, y allí hacía experiencias en ese terreno.
El primer contacto que tuvo con la alquimia fue a través de Isaac Barrow y Henry More, intelectuales de Cambridge. En 1669 redactó dos trabajos sobre la alquimia, Theatrum Chemicum y The Vegetation of Metals. En este mismo año fue nombrado profesor Lucasiano de Cambridge.
En 1680 empezó su más extenso escrito alquímico, Index Chemicus (100 pp.), el cual sobresale por su gran organización y sistematización, que concluyó a finales de siglo. Además, en 1692 escribió dos ensayos, de los que sobresale De Natura Acidorum, en donde discutía la acción química de los ácidos por medio de la fuerza atractiva de sus moléculas. Es interesante ver cómo relaciona la alquimia con el lenguaje físico de las fuerzas.
Durante la siguiente década prosiguió sus estudios alquímicos escribiendo obras como Ripley Expounded, Tabula Smaragdina y el más importante Praxis, que es un conjunto de notas sobre Triomphe Hermétique, de Didier, libro francés cuya única traducción es del mismo Newton.
Cabe mencionar que desde joven Newton desconfiaba de la medicina oficial y usaba sus conocimientos para automedicarse. Muchos historiadores consideran su uso de remedios alquímicos como la fuente de numerosos envenenamientos que le produjeron crisis nerviosas durante gran parte de su vida.[cita requerida] Vivió, sin embargo, 84 años.

## Teología
Newton fue profundamente religioso toda su vida. Hijo de padres puritanos, dedicó más tiempo al estudio de la Biblia que al de la ciencia.[cita requerida] Un análisis de todo lo que escribió Newton revela que, de unas 3 600 000 palabras, solo 1 000 000 se dedicaron a las ciencias, mientras que 1 400 000 tuvieron que ver con teología. Se conoce una lista de cincuenta y ocho pecados que escribió a los 19 años, en la cual se puede leer: «Amenazar a mi padre y madre Smith con quemarlos y a la casa con ellos».
Newton era arrianista y creía en un único dios, Dios Padre. En cuanto a los trinitarios, creía que habían cometido un fraude a las Sagradas Escrituras y acusó a la Iglesia católica de ser la bestia del Apocalipsis. Por estos motivos se entiende por qué eligió firmar sus más secretos manuscritos alquímicos como Jehová Sanctus Unus. Relacionó sus estudios teológicos con los alquímicos y creía que Moisés había sido un alquimista. Su ideología antitrinitaria le causó problemas, ya que estudiaba en el Trinity College, en donde estaba obligado a sostener la doctrina de la Santa Trinidad. Newton viajó a Londres para pedirle al rey Carlos II que lo dispensara de tomar las órdenes sagradas y su solicitud le fue concedida.
Cuando regresó a Cambridge, inició su correspondencia con el filósofo John Locke. Newton tuvo la confianza de confesarle sus opiniones acerca de la Trinidad y Locke le incitó a que continuara con sus manuscritos teológicos. Entre sus obras teológicas, algunas de las más conocidas son An Historical Account of Two Notable Corruption of Scriptures, Chronology of Ancient Kingdoms Atended y Observations upon the Prophecies. Newton realizó varios cálculos sobre el día del Juicio Final, llegando a la conclusión de que este no sería antes de 2060.[cita requerida]

## Relación con otros científicos contemporáneos
Newton publicó sus Principios matemáticos de la filosofía natural en 1687. Editados 22 años después de la Micrographia de Robert Hooke, describían las leyes del movimiento, entre ellas la ley de la gravedad; pero lo cierto es que, como indica Allan Chapman, Hooke «había formulado antes que Newton muchos de los fundamentos de la teoría de la gravitación». La labor de Hooke también estimuló las investigaciones de Newton sobre la naturaleza de la luz.
Por desgracia, las disputas en materia de óptica y gravitación agriaron las relaciones entre ambos científicos. Newton llegó al extremo de eliminar de sus Principios matemáticos toda referencia a Hooke. Un especialista asegura que también intentó borrar de los registros las contribuciones que Hooke había hecho a la ciencia. Además, los instrumentos de Hooke —muchos elaborados artesanalmente—, buena parte de sus ensayos y el único retrato auténtico suyo se esfumaron una vez que Newton fue elegido presidente de la Royal Society en 1703.

## Últimos años

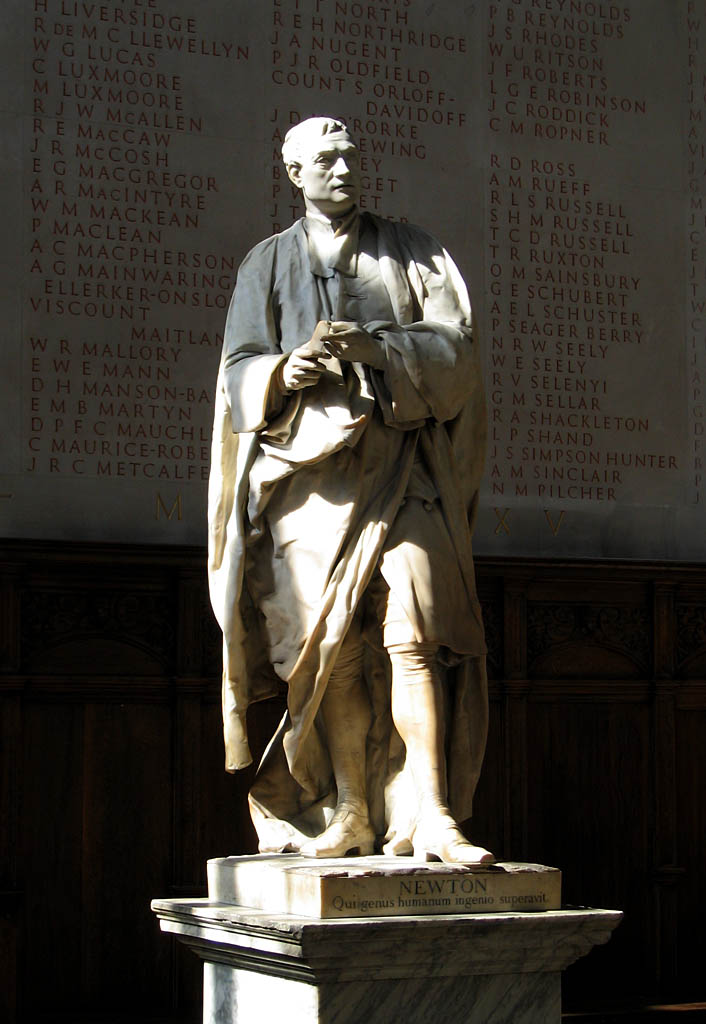
Estatua de Newton en el Trinity College

Los últimos años de su vida se vieron ensombrecidos por la desgraciada controversia, de envergadura internacional, con Leibniz a propósito de la prioridad de la invención del nuevo análisis. Acusaciones mutuas de plagio, secretos disimulados en criptogramas, cartas anónimas, tratados inéditos, afirmaciones a menudo subjetivas de amigos y partidarios de los dos gigantes enfrentados, celos manifiestos y esfuerzos desplegados por los conciliadores para aproximar a los clanes adversos, solo terminaron con la muerte de Leibniz en 1716.
Newton fue respetado durante toda su vida como ningún otro científico, y prueba de ello fueron los diversos cargos con que se le honró: en 1689 fue elegido miembro del Parlamento, en 1696 se le encargó la custodia de la Casa de la Moneda, en 1703 se le nombró presidente de la Royal Society y finalmente en 1705 recibió el título de sir de manos de la reina Ana.
Padeció durante su vejez diversos problemas renales, incluyendo atroces cólicos nefríticos, sufriendo uno de los cuales murió —tras muchas horas de delirio— la noche del 31 de marzo de 1727 (calendario gregoriano). Sus restos fueron ubicados en la abadía de Westminster junto a otros hombres de Inglaterra.

No sé cómo puedo ser visto por el mundo, pero en mi opinión, me he comportado como un niño que juega al borde del mar, y que se divierte buscando de cuando en cuando una piedra más pulida y una concha más bonita de lo normal, mientras que el gran océano de la verdad se exponía ante mí completamente desconocido.

La gran obra de Newton culminó la revolución científica iniciada por Nicolás Copérnico (1473-1543) e inauguró un período de confianza sin límites en la razón, extensivo a todos los campos del conocimiento.

## Escritos
- De analysi per aequationes numero terminorum infinitas (1669, publicado en 1711)

- Method of Fluxions (1671, publicado en 1736)

- Of Natures Obvious Laws & Processes in Vegetation (c. 1671-75, no publicado)[25]

- De motu corporum in gyrum (1684)

- Philosophiae naturalis principia mathematica (1687) (The Principia: Mathematical Principles of Natural Philosophy. University of California Press, (1999). 974 pp.)

- Opticks (1704)

- Reports as Master of the Mint (1701-25)

- Arithmetica universalis (1707)

Póstumos
- The System of the World, Optical Lectures, The Chronology of Ancient Kingdoms, and De mundi systemate 1728 (trad. El sistema de la Tierra, lecturas ópticas, la cronología de los viejos reinos, y el sistema mundial).
- Observations on Daniel and The Apocalypse of St. John ISBN 0-942487-02-8 1733 (trad. Observaciones sobre las profecías de Daniel y el Apocalipsis de San Juan).
- An Historical Account of Two Notable Corruptions of Scripture 1754 (trad. Un relato histórico de dos corrupciones notables de las Escrituras).

## Eponimia
Además de las distintas fórmulas y principios físicos y matemáticos que llevan su nombre, se tiene que:
- El cráter lunar Newton lleva este nombre en su memoria.[26]
- El cráter marciano Newton también lleva este nombre en su memoria.[27]
- El asteroide (8000) Isaac Newton conmemora su nombre.[28]
- La montaña más alta de Svalbard (Noruega), Newtontoppen, lleva también su nombre.

## Otras lecturas
- Andrade, E. N. De C. (1950). Isaac Newton. New York: Chanticleer Press. ISBN 0-8414-3014-4.

- Bardi, Jason Socrates. The Calculus Wars: Newton, Leibniz, and the Greatest Mathematical Clash of All Time. 2006. 277 pp.

- Bechler, Zev (1991). Newton's Physics and the Conceptual Structure of the Scientific Revolution. Springer. ISBN 0-7923-1054-3..

- Berlinski, David. Newton's Gift: How Sir Isaac Newton Unlocked the System of the World. 2000. 256 pp. ISBN 0-684-84392-7

- Buchwald, Jed Z., Cohen, I. Bernard, eds. Isaac Newton's Natural Philosophy. MIT Press, 2001. 354 pp.

- Casini, P (1988). «Newton's Principia and the Philosophers of the Enlightenment». Notes and Records of the Royal Society of London 42 (1): 35-52. ISSN 0035-9149. JSTOR 531368. doi:10.1098/rsnr.1988.0006.

- Christianson, Gale E (1996). Isaac Newton and the Scientific Revolution. Oxford University Press. ISBN 0-19-530070-X.

- Christianson, Gale (1984). In the Presence of the Creator: Isaac Newton & His Times. New York: Free Press. ISBN 0-02-905190-8.

- Cohen, I. Bernard and Smith, George E. eds. The Cambridge Companion to Newton. Archivado el 8 de octubre de 2008 en Wayback Machine. 2002. 500 pp. focaliza en ítems filosóficos solamente.

- Cohen, I. B (1980). The Newtonian Revolution. Cambridge: Cambridge University Press. ISBN 0-521-22964-2.

- Craig, John (1946). Newton at the Mint. Cambridge: Cambridge University Press.

- Dampier, William C; Dampier, M. (1959). Readings in the Literature of Science. New York: Harper & Row. ISBN 0-486-42805-2.

- de Villamil, Richard (1931). Newton, the Man. London: G.D. Knox. – Prefacio de Albert Einstein. Reimpreso por Johnson Reprint Corp. New York (1972)

- Dobbs, B. J. T (1975). The Foundations of Newton's Alchemy or "The Hunting of the Greene Lyon". Cambridge: Cambridge University Press.

- Gleick, James (2003). Isaac Newton. Alfred A. Knopf. ISBN 0-375-42233-1.

- Halley, E (1687). «Review of Newton's Principia». Philosophical Transactions 186: 291-297.

- Hawking, Stephen, ed. On the Shoulders of Giants. ISBN 0-7624-1348-4 Places selections from Newton's Principia in the context of selected writings by Copernicus, Kepler, Galileo and Einstein

- Herivel, J. W. (1965). The Background to Newton's Principia. A Study of Newton's Dynamical Researches in the Years 1664–84. Oxford: Clarendon Press.

- Keynes, John Maynard (1963). Essays in Biography. W. W. Norton & Co. ISBN 0-393-00189-X. Keynes se interesó en Newton y poseía muchos de los papeles privados de Newton, por compra en subastas

- Koyré, A (1965). Newtonian Studies. Chicago: University of Chicago Press.

- Newton, Isaac. Papers and Letters in Natural Philosophy, editó I. Bernard Cohen. Harvard University Press, 1958,1978. ISBN 0-674-46853-8

- Newton, Isaac (1642–1727). The Principia: a new Translation, Guide by I. Bernard Cohen ISBN 0-520-08817-4 University of California (1999)

- Pemberton, H (1728). A View of Sir Isaac Newton's Philosophy. London: S. Palmer.

- Shamos, Morris H. (1959). Great Experiments in Physics. New York: Henry Holt & Co. Inc. ISBN 0-486-25346-5.

- Shapley, Harlow, S. Rapport, and H. Wright. A Treasury of Science; "Newtonia" pp. 147–9; "Discoveries" pp. 150–4. Harper & Bros. New York, (1946)

- Simmons, J (1996). The Giant Book of Scientists – The 100 Greatest Minds of all Time. Sydney: The Book Company.

- Stukeley, W. (1936). Memoirs of Sir Isaac Newton's Life. London: Taylor and Francis. (editó A. H. White; originalmente publicado en 1752)

- Westfall, R. S (1971). Force in Newton's Physics: The Science of Dynamics in the Seventeenth Century. London: Macdonald. ISBN 0-444-19611-0.

### Religión
- Dobbs, Betty Jo Tetter. The Janus Faces of Genius: The Role of Alchemy in Newton's Thought. (1991), enlaces a alquimia y Arianismo

- Force, James E., Richard H. Popkin, eds. Newton and Religion: Context, Nature, and Influence. (1999), 342 pp. xvii + 325. 13 trabajos de los académicos que utilizan los manuscritos de reciente apertura

- Pfizenmaier, Thomas C. (January 1997). «Was Isaac Newton an Arian?». Journal of the History of Ideas 58 (1): 57-80. JSTOR 3653988. doi:10.1353/jhi.1997.0001.

- Ramati, Ayval. "The Hidden Truth of Creation: Newton's Method of Fluxions" British J. for the History of Sci. 34: 417–438 in JSTOR, argumenta que su cálculo tenía una base teológica

- Snobelen, Stephen (2001). "'God of Gods, and Lord of Lords': The Theology of Isaac Newton's General Scholium to the Principia," Osiris 2ª serie, 16: pp. 169–208 in JSTOR

- Snobelen, Stephen D. (1999). «Isaac Newton, Heretic: The Strategies of a Nicodemite». British Journal for the History of Science 32 (4): 381-419. JSTOR 4027945. doi:10.1017/S0007087499003751.

- Wiles, Maurice. Archetypal Heresy. Arianism through the Centuries. (1996) 214 pp. capítulo 4 sobre el s. 18 en Inglaterra; pp. 77–93 sobre Newton